# Oleg Łogwin
Oleg Nikołajewicz Łogwin (ros. Олег Николаевич Логвин, ur. 23 maja 1959 w Mińsku) – radziecki kolarz szosowy, mistrz olimpijski oraz dwukrotny medalista mistrzostw świata.

## Kariera
Pierwszy sukces w karierze Oleg Łogwin osiągnął w 1977 roku, kiedy razem z kolegami z reprezentacji zdobył złoty medal w drużynowej jeździe na czas na mistrzostwach świata juniorów. Trzy lata później wystartował na igrzyskach olimpijskich w Moskwie, gdzie wspólnie z Jurijem Kaszyrinem, Siergiejem Szełpakowem i Anatolijem Jarkinem zdobył złoty medal w tej samej konkurencji. Był to jego jedyny start olimpijski. W drużynowej jeździe na czas zdobył jeszcze dwa medale: srebrny na mistrzostwach świata w Pradze w 1981 roku (razem z Siergiejem Kadackim, Jurijem Kaszyrinem i Anatolijem Jarkinem) oraz brązowy podczas mistrzostw świata w Goodwood w 1982 roku (razem z Jurijem Kaszyrinem, Siergiejem Woroninem i Ołehem Czużdą). Ponadto w 1980 roku był najlepszy w klasyfikacji generalnej holenderskiego Olympia's Tour, a w 1992 roku wygrał wyścig Porto-Lizbona. W 1982 roku zajął drugie miejsce w brytyjskim Milk Race, a dwa lata później był wicemistrzem kraju w indywidualnym wyścigu ze startu wspólnego.